# Sachsen-Anhalt
Sachsen-Anhalt là một bang của nước Cộng hòa Liên bang Đức. Thủ phủ của bang là Magdeburg. Các bang có biên giới chung là Niedersachsen, Brandenburg, Sachsen và Thüringen. Trong 16 bang Đức, Sachsen-Anhalt với khoảng 20.450 kilo mét vuông và 2,24 triệu dân. Thành phố lớn nhất là Halle (Saale), một trong những thành phố lớn khác là Dessau-Roßlau.
Sachsen-Anhalt có 5 di sản thế giới được UNESCO công nhận, bao gồm cả Bauhaus.
Ngoài ra, đây còn là bang có tỉ lệ tự sát thấp nhất của Đức (2006).